# Monument à Alexeï Chéine (Azov)
Le monument à Alexeï Chéine est une sculpture située à Azov (oblast de Rostov, Russie) dédiée au généralissime de Pierre le Grand et conquérant d’Azov en 1696.

## Historique
Le 12 juin 2009 le monument en souvenir du boyard Alexeï Semionovitch Chéine (1662-1700), premier généralissime de l’histoire russe, est inauguré à Azov, en face du musée.

## Description
Le monument en bronze haut de 5 m sur un piédestal de pierre représente Chéine en habit de boyard, un sabre à la main et le pied posé sur une pierre de la forteresse. Les auteurs du projet sont M. A. Louchnikov et V. P. Mokrooussov.